# Glenea delkeskampi
Glenea delkeskampi is een keversoort uit de familie van de boktorren (Cerambycidae). De wetenschappelijke naam van de soort werd voor het eerst geldig gepubliceerd in 1961 door Breuning.